# Liudmila Vauchok
Liudmila Vauchok, née le 19 juin 1981, est une rameuse, fondeuse et biathlète biélorusse.

## Biographie
Elle est désignée porte-drapeau pour la cérémonie d'ouverture des Jeux paralympiques d'hiver de 2018.